# Amerila curta
Amerila curta là một loài bướm đêm thuộc phân họ Arctiinae, họ Erebidae.